# Весала
Весала (фін. Vesala, швед. Ärvings) — квартал району Меллункюля у Східному Гельсінкі, Фінляндія. Населення — 7 275 осіб, площа — 1,52  км².
Забудова півночі та заходу кварталу ведеться з 1950-х років, а на півдня — з 1980-х років.
Квартал обслуговує станція метро Меллунмякі.